# Achaetothorax abyssinica
Achaetothorax abyssinica är en tvåvingeart som först beskrevs av Oswald Duda 1923.  Achaetothorax abyssinica ingår i släktet Achaetothorax och familjen hoppflugor.
Artens utbredningsområde är Etiopien. Inga underarter finns listade i Catalogue of Life.